# Josh Gad
Joshua Gad, detto Josh (Hollywood, 23 febbraio 1981), è un attore statunitense.

## Biografia e Carriera
Joshua Gad nasce il 23 febbraio 1981 a Hollywood in Florida. Figlio di Sam e di Susan Gad. 
Gad ha studiato alla University School of Nova Southeastern University fino al 1999. Nel 2003 ha conseguito gli studi alla Carnegie Mellon College of Fine Arts. Josh appare acome corrispondente nel programma televisivo The Daily Show, nel quale diventerà corrispondente abituale.
Nel 2008 viene ingaggiato come co-protagonista nel film The Rocker - Il batterista nudo. Nello stesso anno entra a far parte del cast del web show statunitense Woke Up Dead. Altri suoi importanti ruoli sono nei film 21, Amore & altri rimedi e nella serie televisiva statunitense Back to You. Nel 2011 lavora nel musical di Broadway The Book of Mormon, nel ruolo del missionario mormone Elder Arnold Cunningham, per il quale riceve una nomination al Tony Award.
Nel 2012 recita nella commedia She Wants Me, al fianco di Hilary Duff, Johnny Messner, Aaron Yoo e Charlie Sheen. Il film, scritto e diretto da Rob Margolies, narra di uno scrittore, Sam Baum, impegnato con la stesura di una sceneggiatura, che dovrebbe avere come protagonista la sua fidanzata, Sammy Kingston, ma una giovane ed ambiziosa attrice, Kim Powers, in cerca di visibilità, non è della stessa idea e lotterà per avere il ruolo che le spetta.
Nel 2014 vince un Annie Award per il miglior doppiaggio, per aver prestato la voce al pupazzo di neve Olaf nel film d'animazione dei Walt Disney Animation Studios Frozen - Il regno di ghiaccio. Nel 2017 interpreta Le Tont, il primo personaggio apertamente omosessuale in un film Disney, ne La bella e la bestia (Beauty and the Beast), diretto da Bill Condon. Nel 2019 affianca Lupita Nyong'o nella commedia horror Little Monsters.

## Vita privata
Dal 2008 è sposato con la produttrice Ida Darvish da cui ha avuto due figlie: Ava (2011) e Isabelle (2014).
È inoltre padrino di Theo, figlio degli attori Seth Gabel e Bryce Dallas Howard.

## Filmografia

### Attore

#### Cinema
- I Love Movies (Watching the Detectives), regia di Paul Soter (2007)
- Back to You (2007)
- Woke Up dead (2008)
- 21, regia di Robert Luketic (2008)
- The Rocker - Il batterista nudo (The Rocker), regia di Peter Cattaneo (2008)
- Amore & altri rimedi (Love and Other Drugs), regia di Edward Zwick (2010)
- Mardi Gras - Fuga dal college (Mardi Gras: Spring Break Mike), regia di Phil Dornfeld (2011)
- She Wants Me, regia di Rob Margolies (2012)
- Tentazioni (ir)resistibili (Thanks for Sharing), regia di Stuart Blumberg (2012)
- Jobs, regia di Joshua Michael Stern (2013)
- Gli stagisti (The Internship), regia di Shawn Levy (2013)
- Wish I Was Here, regia di Zach Braff (2014)
- The Wedding Ringer - Un testimone in affitto (The Wedding Ringer), regia di Jeremy Garelick (2015)
- Pixels, regia di Chris Columbus (2015)
- La bella e la bestia (Beauty and the Beast), regia di Bill Condon (2017)
- Marcia per la libertà (Marshall), regia di Reginald Hudlin (2017)
- Assassinio sull'Orient Express (Murder on the Orient Express), regia di Kenneth Branagh (2017)
- Little Monsters, regia di Abe Forsythe (2019)
- Artemis Fowl, regia di Kenneth Branagh (2020)

#### Televisione
- E.R. - Medici in prima linea (ER) - serie TV, 1 episodio (2005)
- No Heroics, regia di Andrew Fleming - film TV (2009)
- Bored to Death - Investigatore per noia (Bored to Death) - serie TV, episodio 2x02 (2010)
- Californication - serie TV, episodi 4x03-4x05 (2011)
- Modern Family - serie TV, episodi 3x09-11x12 (2011)
- 1600 Penn - serie TV, 13 episodi (2013)
- New Girl - serie TV, episodio 4x18 (2015)
- Wolf Like Me - serie TV (2022)

### Doppiatore
- Olaf in Frozen - Il regno di ghiaccio, Frozen Fever, Frozen - Le avventure di Olaf, Kingdom Hearts III, Frozen II - Il segreto di Arendelle, La storia di Olaf, A casa con Olaf, I racconti di Olaf
- Chuck in Angry Birds - Il film, Angry Birds 2 - Nemici amici per sempre
- Louis in L'era glaciale 4 - Continenti alla deriva, L'era glaciale - In rotta di collisione
- Bailey, Ellie, Tino e Buddy in Qua la zampa! e Qua la zampa 2 - Un amico è per sempre
- Muncher in Ghostbusters: Legacy

## Doppiatori italiani
Nelle versioni in italiano delle opere in cui ha recitato, Josh Gad è stato doppiato da:
- Fabrizio Vidale in The Rocker - Il batterista nudo, Numb3rs, Modern Family, Assassinio sull'Orient Express, Artemis Fowl
- Simone Crisari in Bored to Death - Investigatore per noia, Wish I Was Here, The Widding Ringer - Un testimone in affitto, Pixels
- Gianluca Crisafi in Genitori in diretta, Party Down, Wolf Like Me
- Corrado Conforti in 21, Mardi Gras - Fuga dal college
- Luigi Ferraro ne Gli stagisti, Frozen II - Dietro le quinte
- Roberto Stocchi in Californication
- Francesco Venditti in Amore & altri rimedi
- Marco De Risi in Tentazioni (ir)resistibili
- Marco Vivio in 1600 Penn
- Nanni Baldini in Jobs
- Daniele Giuliani in La bella e la bestia
- Daniele Raffaeli in Marcia per la libertà
- Alessandro Quarta in Little Monsters
- Gabriele Patriarca in La pazza storia del mondo, Parte II

Da doppiatore è sostituito da:
- Enrico Brignano in Frozen - Il regno di ghiaccio, Frozen Fever, Sofia la principessa, Frozen - Le avventure di Olaf, Frozen II - Il segreto di Arendelle, La storia di Olaf, I racconti di Olaf, Once Upon a Studio
- Alessandro Cattelan in Angry Birds - Il film, Angry Birds 2 - Nemici amici per sempre
- Gabriele Lopez in Disney Infinity 3.0, Central Park
- Luigi Morville in L'era glaciale 4 - Continenti alla deriva
- Emilio Mauro Barchiesi in Star Wars Rebels
- Gerry Scotti in Qua la zampa
- Nanni Baldini in Qua la zampa 2 - Un amico è per sempre
- Daniele Giuliani in Gli eroi del Disney's Animal Kingdom
- Livio Facelgi in Doggy Style - Quei bravi randagi